# ککسبی، یورک‌شر شمالی
ککسبی (به انگلیسی: Kexby) یک روستا و محله مدنی در بریتانیا است که در City of York واقع شده‌است. ککسبی ۲۳۱ نفر جمعیت دارد.